# Chanverrie
Chanverrie ist eine französische Gemeinde mit 5.580 Einwohnern (Stand: 1. Januar 2022) im Département Vendée in der Region Pays de la Loire. Sie ist Teil des Arrondissements La Roche-sur-Yon und des Kantons Mortagne-sur-Sèvre.
Sie entstand als Commune nouvelle mit Wirkung vom 1. Januar 2019 durch die Zusammenlegung der bisherigen Gemeinden Chambretaud und La Verrie, die in der neuen Gemeinde der Status einer Commune déléguée haben. Der Verwaltungssitz befindet sich im Ort La Verrie.

## Gliederung
| Ortsteil                    | ehemaliger INSEE-Code | Fläche (km²) | Einwohnerzahl (2016) |
| --------------------------- | --------------------- | ------------ | -------------------- |
| Chambretaud                 | 85048                 | 16,10        | 1.564                |
| La Verrie (Verwaltungssitz) | 85302                 | 43,11        | 4.016                |

## Geografie
Chanverrie liegt etwa 55 Kilometer südöstlich von Nantes. Umgeben wird Chanverrie von den Nachbargemeinden Saint-Aubin-des-Ormeaux im Norden und Nordwesten, Mortagne-sur-Sèvre im Norden und Nordosten, Saint-Laurent-sur-Sèvre im Osten, Saint-Malô-du-Bois im Osten und Südosten, Les Epesses Süden und Südosten, Les Herbiers im Süden, La Gaubretière im Westen und Südwesten sowie Saint-Martin-des-Tilleuls im Westen.
Durch die Gemeinde führt die Autoroute A87.

## Sehenswürdigkeiten

### Chambretaud
- Kirche Notre-Dame-de-la-Nativité, seit 2007 Monument historique
- Kapelle Notre-Dame-de-Lourdes
- Kapelle Place de Suyrot aus dem 19. Jahrhundert
- Schloss Boisniard, 1407 erbaut
- Schloss Le Gastière aus dem 17. Jahrhundert mit Park und See
- Großer Park in Le Puy du Fou

### La Verrie
- Kirche Saint-Maixent
- Kapelle von L'Élu aus dem 15. Jahrhundert
- Schloss Boisy-Sourdis
- Schloss La Vachonnière

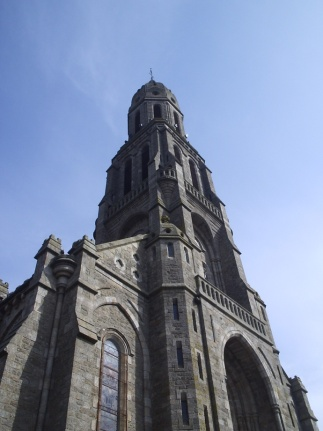
Kirche Notre-Dame-de-la-Nativité
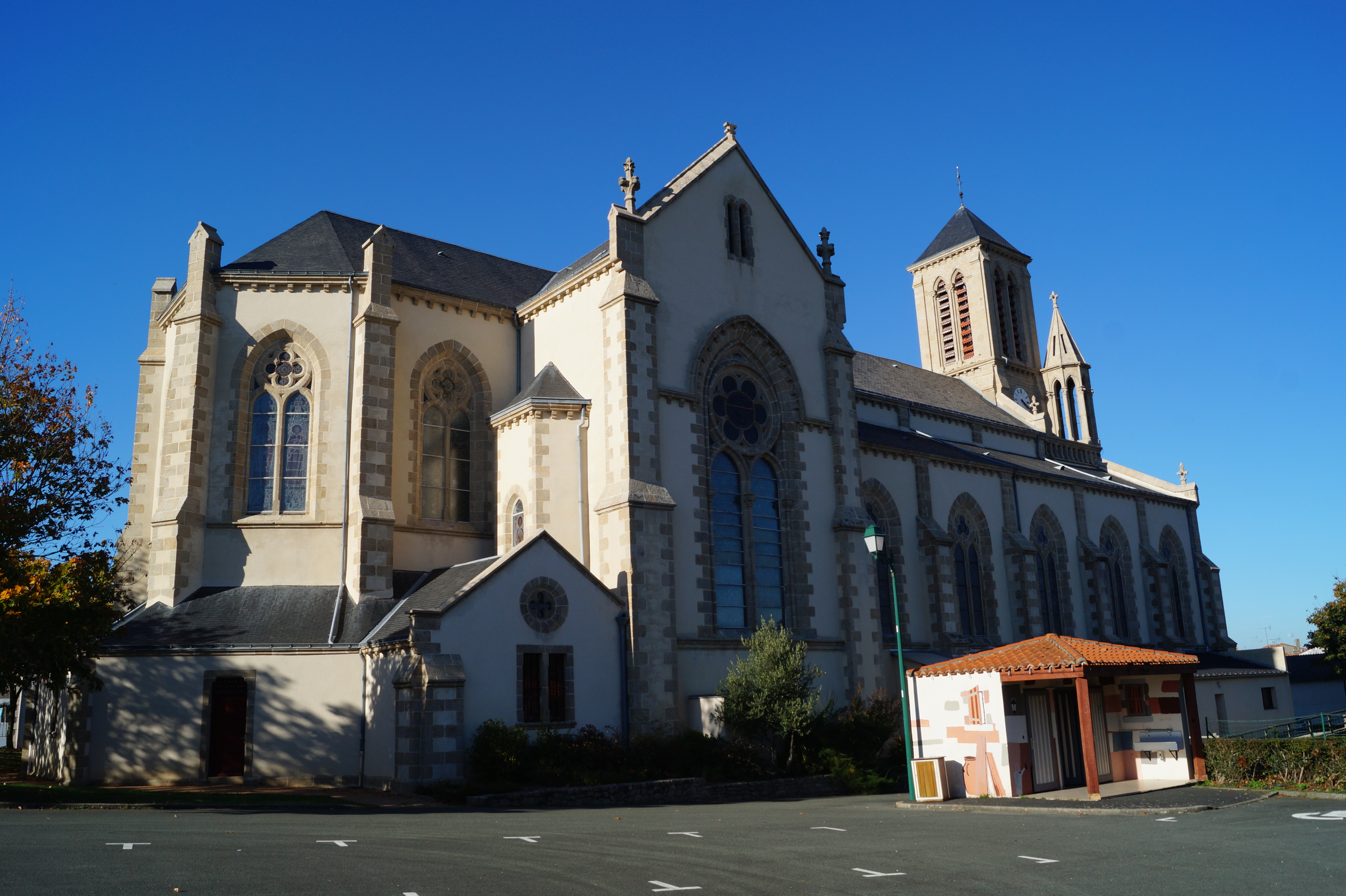
Kirche Saint-Maixent

## Persönlichkeiten
- Cédric Ferchaud (* 1980), Basketballspieler

## Gemeindepartnerschaften
Seit 1992 bzw. 1994 gibt es eine feste Partnerschaft zwischen La Verrie und der deutschen Gemeinde Germaringen im bayrischen Allgäu. Daneben besteht eine Partnerschaft mit Volovăț im Kreis Suceava in Rumänien.
Auch mit der rumänischen Gemeinde Portiţa im Kreis Satu Mare besteht eine Partnerschaft.